# 短鰭鮋
短鰭鮋，為輻鰭魚綱鮋形目鮋亞目鮋科的其中一種，為熱帶海水魚，分布於西大西洋美國佛羅里達南部與巴拿馬到委內瑞拉海域，棲息深度45-120公尺，體長可達7.5公分，棲息在岩石、碎石底質底層水域，生活習性不明。